# Lignon, Marne

Lignon este o comună în departamentul Marne, Franța. În 2009 avea o populație de 98 de locuitori.